# تپه زوباران
تپه زوباران * مربوط به هزاره اول قبل از میلاد است و در شهرستان درگز، روستای زوباران واقع شده و این اثر در تاریخ ۲۳ فروردین ۱۳۴۶ با شمارهٔ ثبت ۶۸۴ به‌عنوان یکی از آثار ملی ایران به ثبت رسیده است.